# HD 11151
HD 11151，又名BD+51 416，SAO 22678、HR 529，是一颗恒星，视星等为5.9，位于銀經132.18，銀緯-9.87，其B1900.0坐标为赤經1h 44m 32.7s，赤緯+51° -9.87′ 25″。